# Ursula Christmann
Ursula Christmann (* 1951 in Landstuhl) ist eine deutsche Psychologin mit Forschungsschwerpunkten auf dem Gebiet der Sprach- und Textverarbeitungspsychologie, der Textverständlichkeit und der Metapher.

## Werdegang
Nach dem Abitur (1969) folgte ein Studium der angewandten Sprachwissenschaft (Dipl.-Übers.1975) und Psychologie (Dipl.-Psych. 1980) an den Universitäten Mainz und Heidelberg. Von 1980 bis 1985 war sie an der Universität Heidelberg als wissenschaftliche Assistentin im DFG-Schwerpunktprogramm „Sprachpsychologie“ und der DFG-Forschergruppe („Sprechen und Sprachverstehen im sozialen Kontext“) beschäftigt, von 1985 bis 1988 als wissenschaftliche Mitarbeiterin am Psychologischen Institut der Universität Münster, Abteilung Sozial-, Persönlichkeits- und Organisationspsychologie. Sie promovierte 1988 am Psychologischen Institut der Universität Heidelberg mit einem Thema zur Textverarbeitung. Es folgten mehrere Jahre Forschungstätigkeit im SFB 245 „Sprache und Situation“ (Universität Heidelberg) in einem Projekt zur Argumentationsintegrität sowie Lehrtätigkeit im Bereich der Allgemeinen Psychologie. Ihre Habilitation erfolgte im Jahr 2000 an der Universität Heidelberg, wo sie im Jahre 2005 zur außerplanmäßigen Professorin ernannt wurde. Bis zu ihrem Ruhestand in 2018 lehrte sie als apl. Professorin am Psychologischen Institut der Universität Heidelberg (Abteilung Allgemeine und Theoretische Psychologie).  Sie hatte in dieser Zeit diverse Ämter und Funktionen in der akademischen Selbstverwaltung inne. Ein Schwerpunkt war und ist dabei die Forschungsethik. Sie ist bis heute als Vorsitzende der lokalen Ethikkommission an der Fakultät für Sozial- und empirische Kulturwissenschaften der Universität Heidelberg tätig. Seit 2020 ist sie zudem Vorsitzende der Ethikkommission der Deutschen Gesellschaft für Psychologie.

## Forschung
Ein zentraler Schwerpunkt ihrer Forschung ist der Bereich des Textverstehens und der Textverständlichkeit, in dem sie seit ihrer Promotion forscht und mit zahlreichen Publikationen (auch in führenden Handbüchern) vertreten ist. Sie bildet dabei ein breites, interdisziplinäres Spektrum von Inhalten ab, die vom Sprachverstehen auf Wort-Satz- und Textebene über das Verstehen von Sach-, Hyper- und literarischen Texten bis hin zur barrierefreien Kommunikation qua „leichter Sprache“ reicht. Ein weiterer Schwerpunkt ist der Bereich des fairen Argumentierens, zu dem sie (zusammen mit N. Groeben) mehrere Forschungsprojekte geleitet und ein Training entwickelt hat. Ein dritter Schwerpunkt ist das Verstehen und Verarbeiten figurativer Sprache, speziell der Metapher, ein Bereich, in dem sie bis heute unter dem Stichwort „Metaphern-Framing“ forscht.

## Publikationen (Auswahl)
- U. Christmann: Modelle der Textverarbeitung: Textbeschreibung als Textverstehen. Aschendorff, Münster 1989.
- U. Christmann, N. Groeben: Die Rezeption schriftlicher Texte. In: H. Günther, O. Ludwig (Hrsg.): Schrift und Schriftlichkeit. Ein interdisziplinäres Handbuch internationaler Forschung. de Gruyter, Berlin 1996, S. 1536–1546.
- U. Christmann, N. Groeben: Psychologie des Lesens. In: B. Franzmann, K. Hasemann, D. Löffler, E. Schön, G. Jäger, W. R. Langenbucher, F. Melichar (Hrsg.): Handbuch Lesen. K. G. Saur, München 1999, S. 145–223.
- U. Christmann: Aspekte der Textverarbeitungsforschung. In: G. Antos, K. Brinker, W. Heinemann, S. F. Sager (Hrsg.): Text- und Gesprächslinguistik. Ein internationales Handbuch zeitgenössischer Forschung. de Gruyter, Berlin/New York 2000, S. 113–122.
- U. Christmann, C. Mischo: The efficacy of communicative fairness and rhetorical aesthetics in contributions to argumentation: An experimental testing in written and auditory presentation modes. In: Language and Speech. Band 43, Nr. 3, 2000, S. 229–259.
- U. Christmann, C. Mischo, N. Groeben: Components of the evaluation of integrity violations in argumentative discussions: Relevant factors and their relationships. In: Journal of Language and Social Psychology. Band 19, Nr. 3, 2000, S. 315–341.
- T. Richter, U. Christmann: Lesekompetenz: Prozessebenen und interindividuelle Unterschiede. In: N. Groeben, B. Hurrelmann (Hrsg.): Lesekompetenz: Bedingungen, Dimensionen, Funktionen. Juventa, Weinheim 2002, S. 25–58.
- U. Christmann: Verstehens- und Verständlichkeitsmessung: Methodische Ansätze in der Anwendungsforschung. In: Kent D. Lerch (Hrsg.): Recht verstehen. Verständlichkeit, Missverständlichkeit und Unverständlichkeit von Recht. (Die Sprache des Rechts. Studien der interdisziplinären Arbeitsgruppe Sprache des Rechts der Berlin-Brandenburgischen Akademie der Wissenschaft: Erster Band). de Gruyter, Berlin/New York 2004, S. 33–62.
- U. Christmann: Lesen als Sinnkonstruktion. In: U. Rautenberg, U. Schneider (Hrsg.): Lesen – Ein Handbuch. de Gruyter, Berlin/ München/ New York 2015, S. 169–184.
- U. Christmann, A.-L Göhring: A German-language replication study analysing the role of figurative speech in reasoning. In: Scientific Data. Band 3, 2016, Artikel 160098. doi:10.1038/sdata.2016.98
- U. Christmann: Wie leicht darf ‚Leichte Sprache‘ sein? Empirische Lücken in einem gut gemeinten Konzept. In: B. Bock, U. Fix, D. Lange (Hrsg.): ‘Leichte Sprache‘ im Spiegel angewandter und theoretischer Forschung. Frank & Timme, Berlin 2017, S. 35–51.
- U. Christmann: Lesepsychologie. In: M. Kämper-van den Boogaart, K. H. Spinner (Hrsg.): Lese- und Literaturunterricht I. Handbuchreihe: Deutschunterricht in Theorie und Praxis. 3., überarb. Auflage. Schneider, Hohengehren 2011, S. 150–201.
- J. Schnepf, U. Christmann: It's a war! It's a battle! It's a fight!”: Do militaristic metaphors increase people's threat perceptions and support for COVID-19 policies? In: International Journal of Psychology. 2022. doi:10.1002/ijop.12797